# Rodney Graham
Pour les articles homonymes, voir Graham.
Rodney Graham, né à Abbotsford (Colombie-Britannique) le 16 janvier 1949 et mort le 22 octobre 2022 à Vancouver (Colombie-Britannique), est un artiste contemporain de Vancouver, connu principalement pour ses œuvres conceptuelles, bien qu'il soit aussi l'auteur d'écrits, de musique et de sculptures.

## Biographie

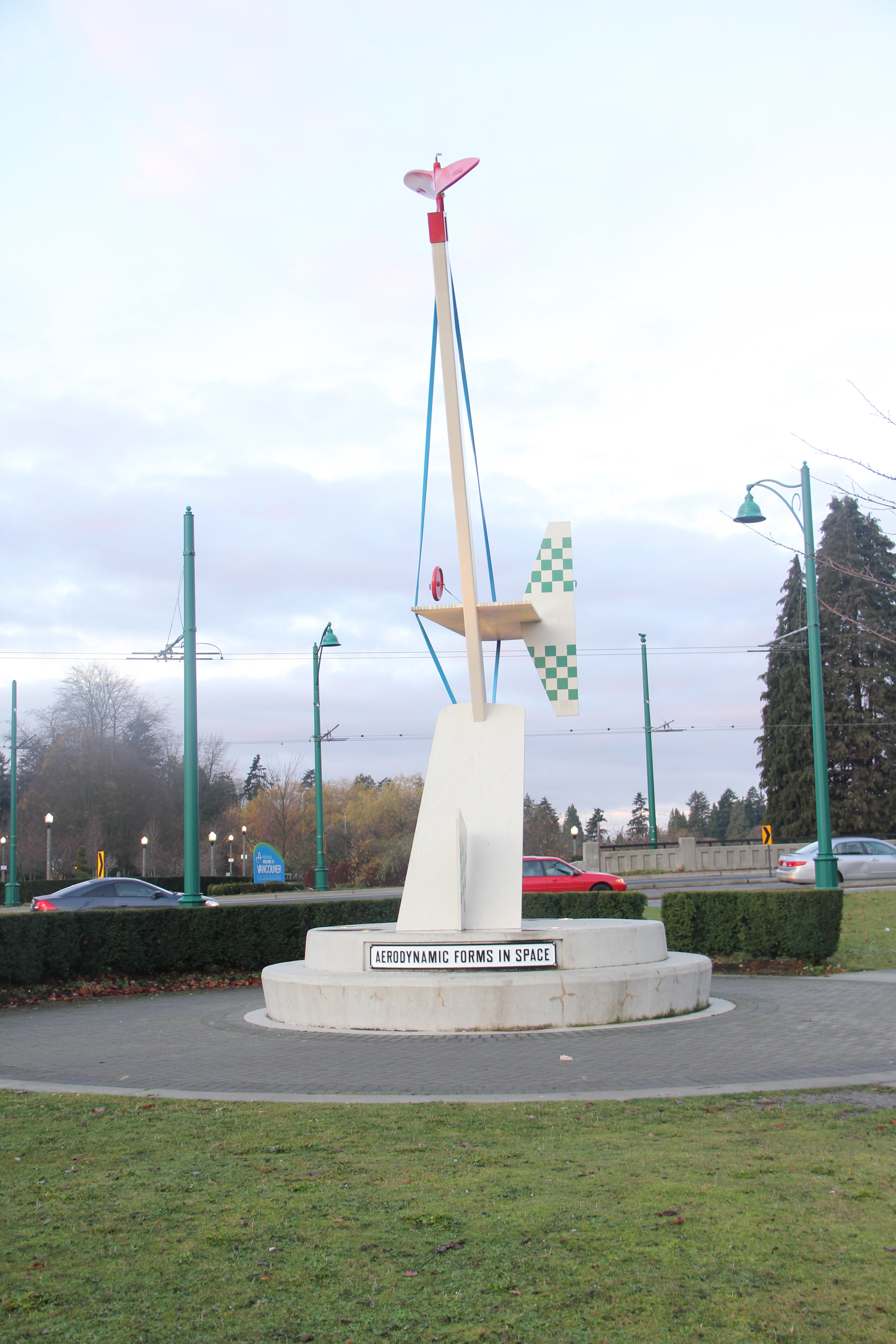
Aerodynamic Forms in Space dans le Stanley Park de Vancouver.

## Expositions importantes
- Documenta de Kassel, 1992
- Biennale de Venise, 1997
- Exposition Rodney Graham, Musée d'art contemporain de Montréal, 2006
- Galerie nationale du Jeu de Paume, 2009
- MACBA, Barcelone, 2010
- Rodney Graham - You Should be an Artist, Le Consortium Dijon, novembre 2016 - février 2017